# Lago Sergozero
Il Sergozero (russo: Сергозеро) è un lago nella parte sud-orientale della penisola di Kola, nella Russia europea. Si trova nel territorio dell'oblast' di Murmansk. Appartiene al bacino del mar Bianco.
Il lago è situato a un'altitudine di 148 m. Ha una superficie di 88.8 km²; la lunghezza della costa è di circa 60 chilometri. Emissario è il fiume Serga (lungo 38 km), che scorre a sud ed è tributario del Varzuga. Immissari molti brevi corsi d'acqua. È alimentato principalmente da neve e pioggia. Il rilievo della costa è prevalentemente piatto, paludoso, solo all'estremità orientale ci sono delle colline rocciose adiacenti al lago. Il lago è abbastanza profondo e pescoso. La sua forma è leggermente allungata, irregolare, con un gran numero di piccoli promontori. Ci sono diverse isole all'interno, le più grandi sono l'isola di Kuroptev (lunga 1 km), Golomjannyj (1,3 km) e Perov (1,3 km). Non ci sono insediamenti sul lago.